# Room on the 3rd Floor
| 전문가 평가  | 전문가 평가 |
| 평가 점수    | 평가 점수   |
| 출처         | 점수        |
| ------------ | ----------- |
| AllMusic     | 3/별        |
| Planet Sound | 6/10        |

《Room on the 3rd Floor》는 영국의 팝 록 밴드 맥플라이의 데뷔 스튜디오 음반이다. 2004년 7월 5일, 아일랜드 레코드를 통해 영국에서 발매되었으며, 이후 미국에서는 아일랜드 데프잼 레코드를 통해 아이튠즈 스토어에서 발매되었다.
이 음반은 영국 음반 차트에서 1위로 데뷔하며, 가장 어린 나이에 1위 음반을 기록한 밴드라는 세계 신기록을 세웠는데, 이는 이전까지 비틀즈가 보유하고 있던 기록이었다. 발매 첫 주에 6만 1,000장 이상을 판매하며 차트 정상에 올랐다. 이 음반은 영국에서 60만 장 이상의 판매고를 올려 2배 플래티넘 인증을 받았다. 또한 2004년 《스매시 히츠》 어워드에서 최우수 음반상을 수상했다. 2014년 기준으로 전 세계적으로 200만 장 이상의 판매고를 기록하였다.

## 배경
2001년, 톰 플레처는 팝 펑크 밴드 버스티드의 오디션을 보았으며, 그 자리에는 찰리 심프슨도 함께 있었다. 플레처는 처음에는 버스티드의 멤버로 합류할 예정이었으나, 아일랜드 레코드는 이후 밴드 구성을 재검토한 끝에 세 명으로 이루어진 트리오 형태로 진행하기로 결정했다. 음반사에서는 결국 플레처에게 버스티드의 멤버 자리를 제안하지 않았지만, 그의 작곡 능력에 흥미를 느꼈고, 이후 그를 버스티드의 작곡 팀에 합류시켰다. 이 팀에는 이미 뛰어난 작곡가였던 밴드 멤버 제임스 본도 포함되어 있었으며, 플레처는 본이 자신이 멜로디를 작곡하는 데 큰 도움을 주었다고 밝히고 있다.
버스티드의 두 번째 음반 《A Present for Everyone》 작업 중, 플레처는 음반사로부터 새로운 그룹 V의 오디션 촬영에 참여할 수 있는지를 문의받았다. 이때 플레처와 존스가 처음 만났다. 존스는 이 밴드를 전통적인 보이 밴드가 아닌 연주 중심의 밴드로 오해하고 오디션에 참가했으며, 플레처는 존스의 독특한 스타일에 깊은 인상을 받아 그에게 자신과 본과 함께 작곡 작업을 해보자고 제안했다. 버스티드의 작곡 프로젝트가 종료된 후, 플레처와 존스는 자신들의 (아직 이름 없는) 밴드를 위해 협업을 시작했고, 곧 런던의 인터콘티넨탈 호텔에 2개월간 머물며 공동 작곡에 집중하게 되었다. 이후 베이시스트 더기 포인터와 드러머 해리 저드는 《NME》 잡지에 실린 구인 광고를 통해 영입되었다. 두 사람은 모두 에식스주 출신으로, 같은 오디션에 우연히 참석했고, 포인터가 저드의 티셔츠에 인쇄된 더 스타팅 라인의 이름과 로고를 보고 대화를 나누며 공통된 음악 취향을 발견하게 되었다.
이 음반의 제목은 대부분의 곡이 쓰였던 호텔 방 번호에서 따온 것이다. 주요 작곡자는 밴드 멤버인 플레처와 존스이며, 여기에 버스티드의 본과 일부 버스티드 주요 프로듀서들의 참여도 더해졌다. 이 음반은 현대 팝 펑크, 1960년대 서프 록, 그리고 이루어지지 않은 사랑에 관한 이야기에서 직접적인 영향을 받았다.
이 음반에서는 총 네 곡의 싱글이 발매되었으며, 〈5 Colours in Her Hair〉와 〈Obviously〉는 모두 영국 싱글 차트 1위를 차지했다. 〈That Girl〉은 3위, 타이틀곡 〈Room on the 3rd Floor〉는 5위까지 올랐다. 〈Saturday Night〉의 데모 버전은 이전에 〈Five Colours in Her Hair〉 싱글의 B-사이드 트랙으로 〈Saturday Nite〉라는 제목으로 수록된 바 있다.
국제판 음반에서는 계약상의 이유로 〈Broccoli〉와 〈Surfer Babe〉가 제외되었으며, 밴드 로고의 색상이 노란색에서 빨간색으로 바뀌는 등 커버 아트도 일부 변경되었다.

## 곡 목록
| #   | 제목                      | 작사·작곡                                  | 재생 시간 |
| --- | ------------------------- | ------------------------------------------ | --------- |
| 1.  | 〈5 Colours in Her Hair〉 | 톰 플레처, 제임스 본, 대니 존스, 벤 사전트 | 2:58      |
| 2.  | 〈Obviously〉             | 플레처, 본, 존스                           | 3:18      |
| 3.  | 〈Room on the 3rd Floor〉 | 플레처, 존스                               | 3:16      |
| 4.  | 〈That Girl〉             | 플레처, 본                                 | 3:17      |
| 5.  | 〈Hypnotised〉            | 플레처, 존스, 더기 포인터, 해리 저드       | 3:02      |
| 6.  | 〈Saturday Night〉        | 플레처, 존스, 포인터, 저드                 | 2:47      |
| 7.  | 〈Met This Girl〉         | 플레처, 존스, 포인터, 저드                 | 2:46      |
| 8.  | 〈She Left Me〉           | 플레처, 본                                 | 3:25      |
| 9.  | 〈Down By the Lake〉      | 플레처, 본                                 | 2:37      |
| 10. | 〈Unsaid Things〉         | 플레처, 본, 존스, 포인터, 저드             | 3:25      |
| 11. | 〈Not Alone〉             | 존스                                       | 4:18      |

## 인증
| 국가       | 인증        | 판매량/출하량 |
| ---------- | ----------- | ------------- |
| 영국 (BPI) | 2× 플래티넘 | 800,000       |